# Општина Бујановац
Општина Бујановац је територијална јединица која се налази у јужној Србији у Пчињском управном округу, источно од АП Косово и Метохија и северно од Северне Македоније. Површина општине је 461 km². Према попису становништва из 2002, у општини је живело 43.302 људи. Према подацима са последњег пописа 2022. године у општини је живело 41.068 становника.

## Демографија
| Састав становништва – општина Бујановац | Састав становништва – општина Бујановац | Састав становништва – општина Бујановац | Састав становништва – општина Бујановац |
| --------------------------------------- | --------------------------------------- | --------------------------------------- | --------------------------------------- |
|                                         | 2022.                                   | 2011.                                   | 2002.                                   |
| Укупно                                  | 41.068 (100,00%)                        | 18.067 (100,00%)                        | 43.302 (100,00%)                        |
| Албанци                                 | 25.465 (62,00%)                         | 244 (1,35%)                             | 23.681 (54,68%)                         |
| Срби                                    | 10.467 (25,48%)                         | 12.989 (71,90%)                         | 14.782 (34,13%)                         |
| Роми                                    | 3.532 (8,60%)                           | 4.576 (25,32%)                          | 3.867 (8,93%)                           |
| Остали                                  | 1.604 (3,85%)                           | 258 (1,42%)                             | 972 (2,24%)                             |

- Албанци су бојкотовали попис 2011. године.

## Насељена места
Насељена места у општини Бујановац по етничкој припадности по попису из 2002. године:
| Српска већина - Бараљевац - 316 становника - Богдановац - 101 - Божињевац - 376 - Боровац - 166 - Братоселце - 71 - Брњаре - 114 - Буштрање - 80 - Воганце - 51 - Грамада - 19 - Доње Ново Село - 120 - Дрежница - 86 - Жбевац - 804 - Жужељица - 166 - Јабланица - 109 - Јастребац - 19 - Карадник - 455 - Кленике - 268 - Клиновац - 539 - Кошарно - 105 - Кршевица - 486 - Куштица - 175 - Левосоје - 840 - Лопардинце - 825 - Лукарце - 31 - Љиљанце - 535 - Претина - 53 - Раковац - 977 - Русце - 37 - Света Петка - 334 - Себрат - 105 - Сејаце - 246 - Спанчевац - 533 - Српска Кућа - 284 - Старац - 260 - Трејак - 255 | Албанска већина - Биљача - 2036 - Брезница - 1362 - Велики Трновац - 6762 - Врбан - 123 - Добросин - 747 - Зарбинце - 652 - Кончуљ - 1306 - Летовица - 1126 - Лучане - 1091 - Мали Трновац - 343 - Муховац - 570 - Неговац - 39 - Несалце - 1203 - Ново Село - 437 - Прибовце - 348 - Равно Бучје - 393 - Самољица - 893 - Сухарно - 309 - Турија - 400 - Узово - 10 - Чар - 296 | Мешовита - Бујановац - 12011 - Осларе - 904 |

## Политика
После локалних избора 2020, 41 одборничко место у општинској скупштини је подељено на следећи начин :
| Партија                                 | О.места |
| --------------------------------------- | ------- |
| Демократска партија (алб. )             | 10      |
| Српска напредна странка                 | 10      |
| Партија за демократско деловање (алб. ) | 8       |
| Партија за демократски прогрес (алб. )  | 4       |
| Алтернатива за промене (алб. )          | 3       |
| Социјалистичка партија Србије           | 3       |
| Демократска унија Албанаца (алб. )      | 1       |
| Ромска партија Јединство                | 1       |
| Уједињена партија Рома                  | 1       |